# Lophiostoma anaxaeum
Lophiostoma anaxaeum är en svampart som beskrevs av Sacc. Lophiostoma anaxaeum ingår i släktet Lophiostoma och familjen Lophiostomataceae.   Inga underarter finns listade i Catalogue of Life.